# Marcel Pinel
Marcel Pinel (ur. 8 lipca 1908 r. w Honfleur, zm. 18 marca 1968 r.) – francuski piłkarz grający na pozycji pomocnika.
Marcel Pinel zaczął grę w piłkę nożną w rodzimym CS Honfleur, gdzie grał do 1919 roku. Następne sześć sezonów przeznaczył na występy w dwóch stołecznych klubach: Paris Université Club oraz Stade Français. W roku 1925 przeniósł się do lepszego teamu - Red Star. To właśnie tam przestawiono go z napastnika na gracza środka pola.
W reprezentacji Francji rozegrał w roku 1930 7 meczów i strzelił 4 gole. Wszystkie bramki zdobył w dwumeczu z reprezentacją Belgii, po dwa w każdym ze spotkań.
Debiut w kadrze narodowej zaliczył w przegranym 2:3 spotkaniu z Brazylią w Rio de Janeiro. Francuzi jednak nie uznają tego spotkania za oficjalne, tak więc w rodzimych źródłach za pierwszy występ Pinela w reprezentacji uważa się przegrany 2:3 mecz z Czechosłowacją w Colombes.
Był w składzie reprezentacji Francji na mistrzostwa świata 1930. Wespół z kolegą z kadry, Augustinem Chantrelem, był na tym turnieju korespondentem jednego z ówczesnych francuskich magazynów sportowych, L'Auto. Zagrał we wszystkich trzech meczach Mundialu, jego reprezentacja nie wyszła z grupy.
W roku 1932 liga francuska stała się profesjonalna, a już dwa lata później Marcel Pinel wraz z kolegami z Red Staru wywalczył mistrzostwo drugiej ligi. W roku 1935 zakończył karierę.
Zmarł w roku 1968, w wieku 59 lat. Dziś jego imieniem nazwany jest stadion w rodzimym Honfleur.

## Osiągnięcia
- mistrzostwo drugiej ligi z Red Star Paryż (1934)